# Elīna Ieva Vītola
Elīna Ieva Vītola (14 maggio 2000) è una slittinista lettone.
In seguito al matrimonio ha assunto il cognome del coniuge e gareggia come Elīna Ieva Bota.

## Biografia

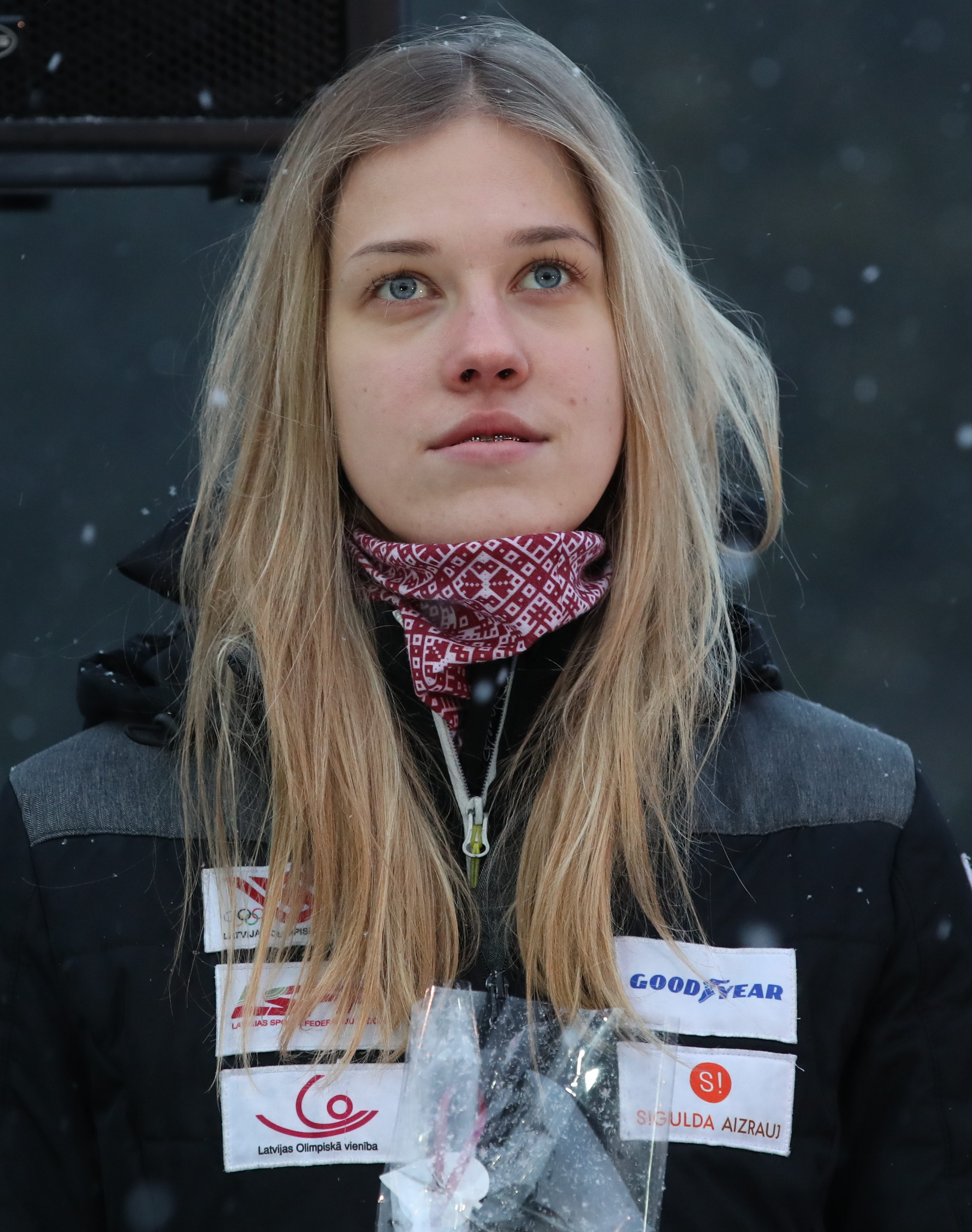
Elīna Ieva Vītola ad Altenberg nel 2019

Pratica lo slittino dall'età di 11 anni e nel 2015 ha iniziato a gareggiare per la nazionale lettone nelle varie categorie giovanili nella specialità del singolo, vincendo una medaglia d'argento nella prova a squadre ai campionati mondiali juniores di Oberhof 2020; agli europei juniores ha invece conquistato tre medaglie: due d'argento ottenute nel singolo e nella staffetta mista nell'edizione di Sankt Moritz 2019, più una di bronzo colta nella prova a squadre a Oberhof 2017.
A livello assoluto ha esordito in Coppa del Mondo nella stagione 2017/18, il 3 dicembre 2017 ad Altenberg, concludendo la gara del singolo al ventunesimo posto; ha conquistato il suo primo podio nonché la sua prima vittoria il 7 febbraio 2021 a Sankt Moritz, nell'ultima tappa della stagione 2020/21, imponendosi nella gara del singolo. In classifica generale come miglior risultato si è piazzata al quindicesimo posto nel singolo nel 2021/22.

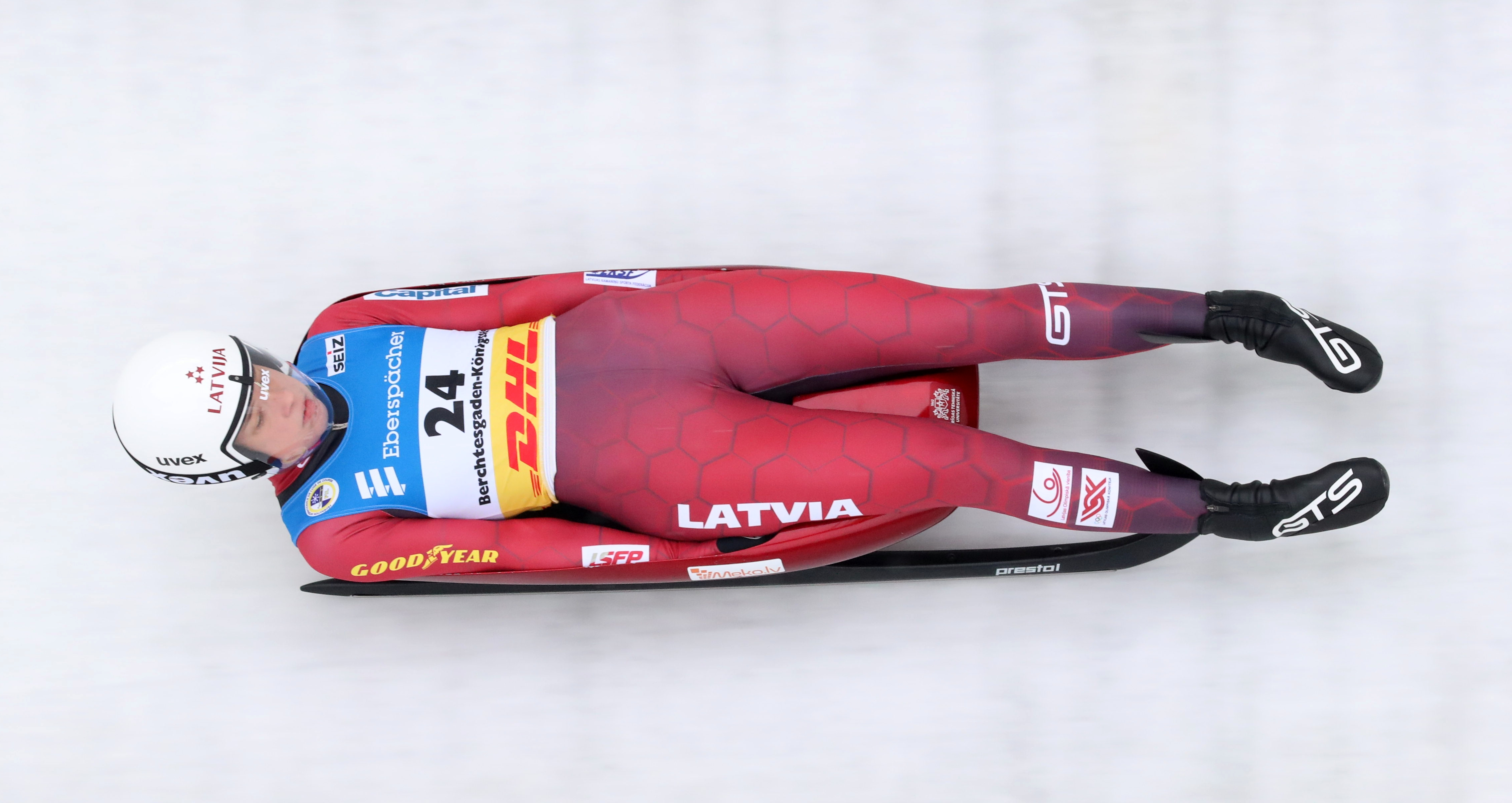
Elīna Ieva Vītola in gara ai campionati mondiali di Schönau am Königssee 2021

Ha preso parte ai campionati mondiali di Schönau am Königssee 2021, piazzandosi sedicesima nel singolo. Agli europei ha raggiunto invece la quonta piazza nell'edizione di Sigulda 2021, risultato che le è valso inoltre la medaglia d'oro under 23.

## Palmarès

### Mondiali
- 2 medaglie:
  - 2 bronzi (singolo sprint, gara a squadre ad Altenberg 2024).

### Europei
- 4 medaglie:
  - 2 ori (gara a squadre a Sankt Moritz 2022; gara a squadre a Sigulda 2023);
  - 2 bronzi (singolo a Sankt Moritz 2022; singolo a Sigulda 2023).

### Europei under 23
- 3 medaglie:
  - 3 ori (singolo a Sigulda 2021; singolo a Sankt Moritz 2022; singolo a Sigulda 2023).

### Mondiali juniores
- 1 medaglia:
  - 1 argento (gara a squadre a Oberhof 2020).

### Europei juniores
- 3 medaglie:
  - 2 argenti (singolo, gara a squadre a Sankt Moritz 2019);
  - 1 bronzo (gara a squadre a Oberhof 2017).

### Coppa del Mondo
- Miglior piazzamento in classifica generale nel singolo: 4ª nel 2023/24.
- 16 podi (8 nel singolo, 8 nelle gare a squadre):
  - 7 vittorie (3 nel singolo, 4 nelle gare a squadre);
  - 6 secondi posti (3 nel singolo, 3 nelle gare a squadre);
  - 3 terzi posti (2 nel singolo, 1 nelle gare a squadre).

#### Coppa del Mondo - vittorie
| Data            | Luogo        | Paese    | Disciplina                                                                                       |
| --------------- | ------------ | -------- | ------------------------------------------------------------------------------------------------ |
| 7 febbraio 2021 | Sankt Moritz | Svizzera | Singolo                                                                                          |
| 23 gennaio 2022 | Sankt Moritz | Svizzera | Gara a squadre con Kristers Aparjods, Mārtiņš Bots e Roberts Plūme                               |
| 8 gennaio 2023  | Sigulda      | Lettonia | Gara a squadre con Kristers Aparjods, Mārtiņš Bots e Roberts Plūme                               |
| 15 gennaio 2023 | Sigulda      | Lettonia | Gara a squadre con Kristers Aparjods, Mārtiņš Bots e Roberts Plūme                               |
| 4 febbraio 2024 | Altenberg    | Germania | Gara a squadre con Mārtiņš Bots, Roberts Plūme, Kristers Aparjods, Anda Upīte e Kitija Bogdanova |
| 2-3 marzo 2024  | Sigulda      | Lettonia | Singolo                                                                                          |
| 4 gennaio 2025  | Sigulda      | Lettonia | Singolo                                                                                          |

### Coppa del Mondo juniores
- Miglior piazzamento in classifica generale nel singolo: 5ª nel 2019/20.

### Coppa del Mondo giovani
- Miglior piazzamento in classifica generale nel singolo: 15ª nel 2015/16.